# Wolofriket

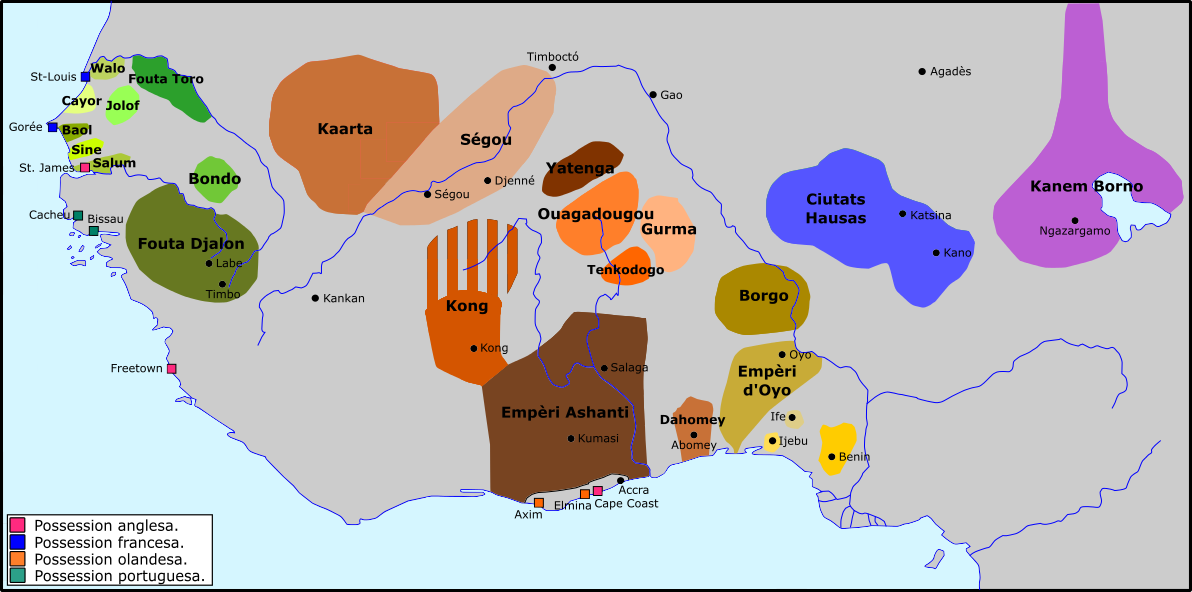
Västafrika under 1700-talet.

Kungariket Wolof, var en historisk stat som låg i nuvarande Senegal mellan 1549 och 1890, med huvudstad i Yang-Yang.
Det var efterträdare till Wolofimperiet (1200–1549), som föll samman 1549, varefter dess rester bildade Kungariket Wolof. 
Det uppgick i Franska Västafrika.